# Альбія Домініка

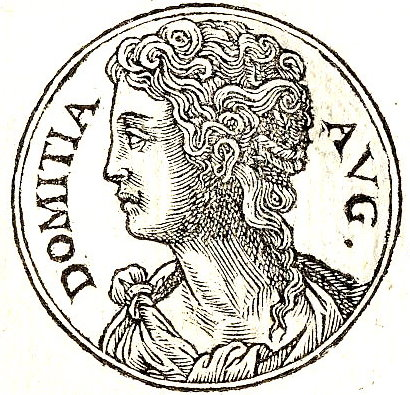
Альбія Домініка

Альбія Домініка (лат. Albia Domnica, * 337 — †після 378) — римська імператорка, дружина Валента.

## Життєпис
Була донькою Петронія, препозіта елітного легіону. Про молоді роки мало відомостей. У 364 році одружилася з імператором Валентом. Після цього батько Альбії Домініки Петроній отримав титул патриція. Йому також було доручено збір податків. На цій посаді Петроній виявив себе хабарником та здирником. Він навіть намагався збирати недоїмки, які залишилися з часів Авреліана. 
У 366 році Домініка народила сина, а згодом ще двох доньок. Вона сповідувала християнство, але аріанського напрямку, як і Валент. У зв'язку з цим мала конфлікт з одним з Отців Церкви Василем Великим, єпископом Кесарії. Також Домініка віддала своїх доньок на виховання монаху Марціану, який був єретиком—новаціаном.
Весь час правління Валента імператорка мешкала у Константинополі. Після поразки Валента у 378 році при Адріанополі саме Домініка очолила оборону Константинополя проти готів. За її розпорядженням жителі міста прирівнювалися до вояків й отримували платню з імператорської скарбниці. Подальша доля Альбії Домініки не відома.

## Родина
Чоловік — Валент, імператор у 364—378.
Діти:
- Валентиніан Галат (366—373)
- Анастасія
- Кароса